# Абруццкое кружево

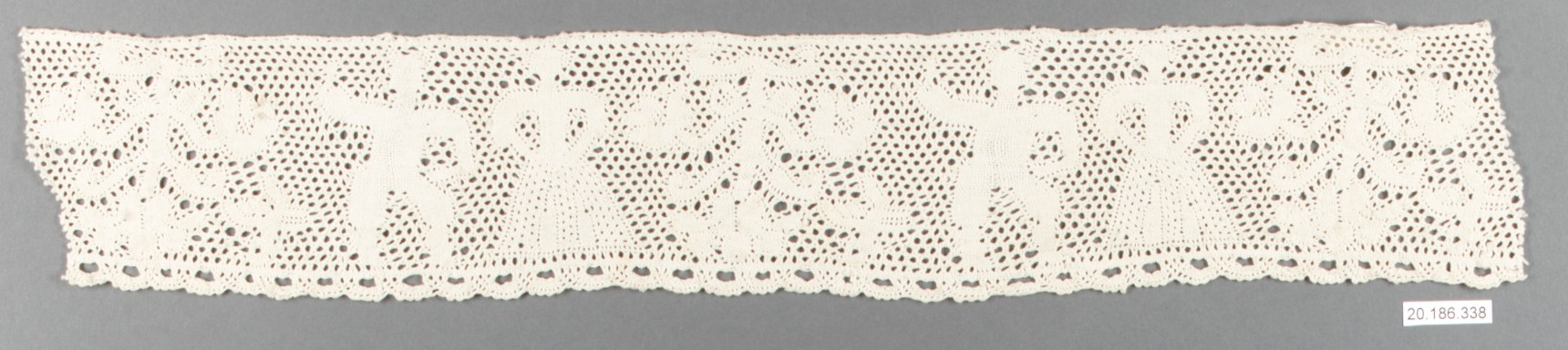
Абруццкое кружево

Абру́ццкое кру́жево  — это кружево на коклюшках, производимое в Л’Акуила, столице Абруццо, которое относится к категории непрерывных нитей (блонда, торшон, клюни). 
Абруццкое кружево- это  упрощенная версия миланского кружева. 
Кружево начинает формироваться  примерно к XV веку. 
Его особенностью является то, что он производится в виде одного куска, никогда не возвращаясь к уже проделанной работе.
Данный тип кружева вяжется очень тонкой льняной или шелковой пряжей .

## История

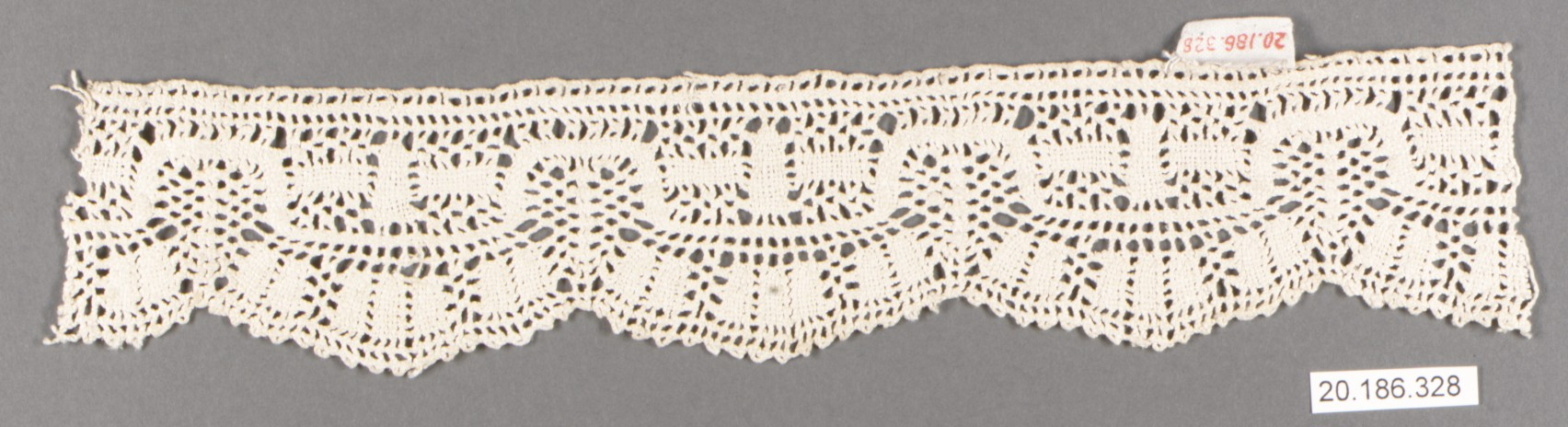
Образец абруццкого кружева

Искусство коклюшечного кружева, новой техники, используемой для работы с кружевами, появилось в 1550 году в городе Абруццо под названием Сканно ; однако также считается, что школа в Аквиле могла родиться в середине XVI века, во время правления Маргариты Пармской, о чем свидетельствует незаконченный комплект, созданный школой в Пескокостанцо  . Также в 1493 году Изабелла Арагонская, о которой вспоминает Орацио Д'Анджело, во время своего визита в Абруццо была поражена кружевами женщин-рыбаков, а в 1476 году семья Д'Эсте из Феррары заказала полосу, произведенную 12 коклюшками. 
Женщин сканнези научили этому типу кружева  женщины с севера, приехавшие в Абруццо со своими мужьями, которые использовали для восстановления некоторых районов, разрушенных землетрясением.  Также в Молизе, чей район Изернина был связан с Абруцци, в 1503 году упоминается  работа над гробницой в монастыре Санта-Мария-делле-Моначе-ди- Изерния .
Период Возрождения характеризуется оживлением  во всех областях, включая моду, и кружево на коклюшках  украшало платья женщин и их свадебное приданое; мужчины также начали носить манжеты, носовые платки и другие украшения. 
С тех пор эта техника кружева передавалась из поколения в поколение благодаря дневным встречам, проводимым в некоторых школах Абруццо, где мастера-кружевницы обучали девочек кружевоплетению. 
В начале 2000-х все меньше и меньше девушек интересовалось изучением коклюшечного кружева, которое фактически постепенно исчезало. В последнее время муниципалитет Сканно выделил средства на возобновления народного ремесла, чтобы оно могло продолжать передаваться по наследству. 

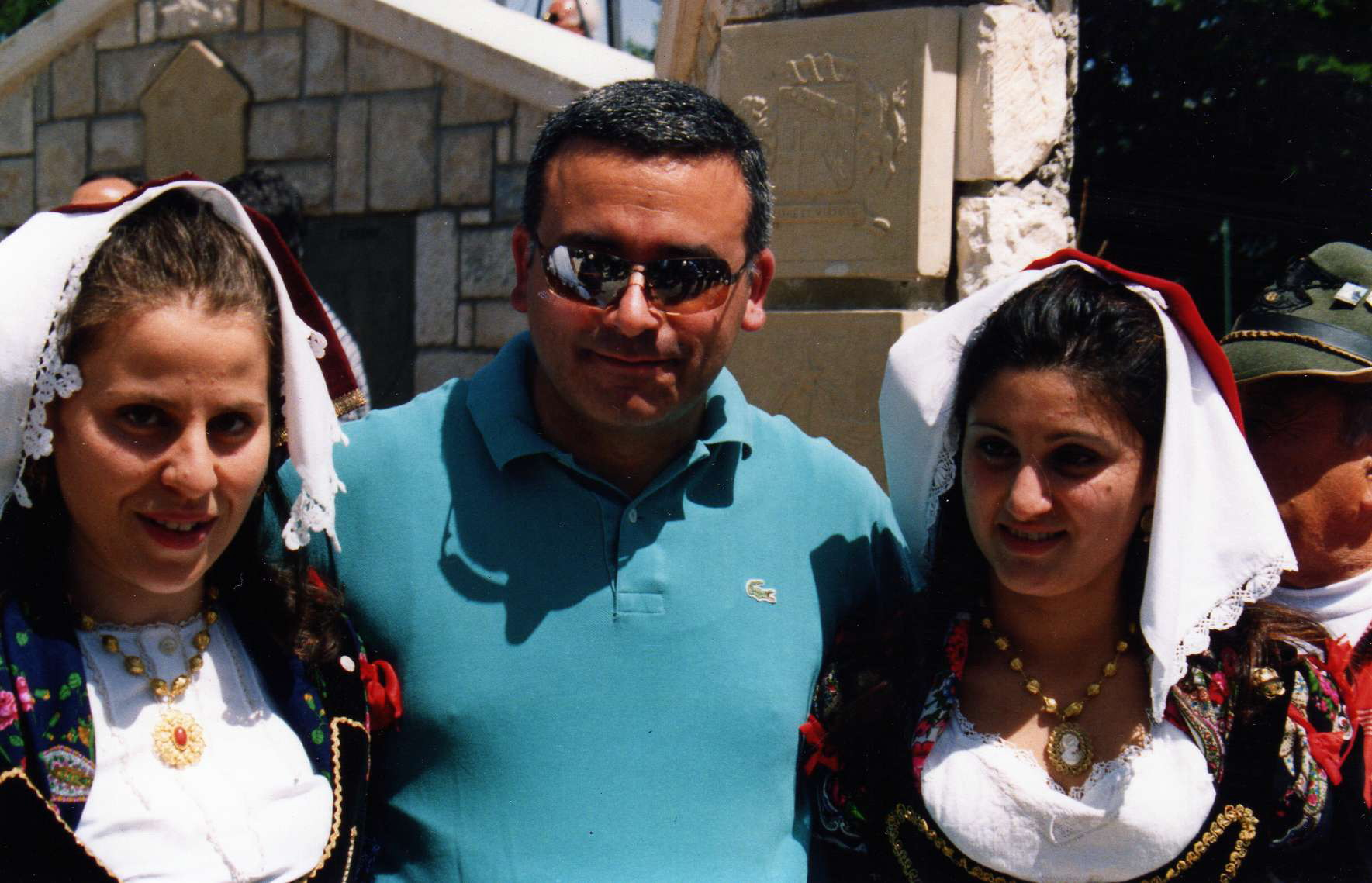
Две девушки из Пескокостанцо в типичных костюмах, головной убор украшен кружевом.

В июле 2020 года Dior заказал  платье из кружева и несколько шляп, которые были представлены  в его коллекции 2021 года. На эту работу у кружевниц уходило около пятнадцати часов в день. 
Другие разновидности кружева Абруццо, задокументированы в Марсике, Джессопалене, Канзано, Гуардиагреле, Васто и Токко да Казаурия  . Деятельность часто начиналась с середины 1800-х годов, когда бывший монастырь был приспособлен для обычных женских школ, например, бывший монастырь Клариссы де Гуардиагреле, бывший монастырь Санта-Мария-ди-Парадизо в Токко, бывший монастырь Селестины Санта-Клауса. Лючия в Аквиле, бывшем монастыре Бедных Клэр Васто, бывшем францисканском монастыре Санта-Мария-дей-Рекомендовано в Джессопалене, в Сканно в старинном муниципальном детском саду, которым управляют сестры, или в самом Пескокостанцо, в бывшем Палаццо Фанзаго. монастырь Бедных Кларисс.
В Пескокостанцо в первые годы XX века в Палаццо Фанцаго была создана настоящая нормальная женская школа по работе с коклюшечным кружевом. 
В 1970-х годах, после периода упадка из-за сокращения населения региона и развития текстильной промышленности, производство кружев в Аквиле вступило в кризис, и только недавно были созданы организации, целью которых является сохранить традицию, например, Музея коклюшечного кружева в Пескокостанцо.

## Инструменты
Подушка представляет собой цилиндр, внутрь которого кладут солому для придания ей мягкости; рисунок, выполненный на бумаге, помещается поверх него. Мольберт – это опора, на которую ставится подушка, при этом булавки служат для закрепления на подушке рисунка, сделанного на бумаге; коклюшки — это деревянные палочки, на которые наматывается нить. 

## Типы стежков
Три различных типа стежка способствуют созданию этого типа кружева:
- Новый или «коммерческий» стежок, известный в Европе как торшон, характеризуется геометрическими узорами, часто очерченными более толстой нитью (шнуром), вставленной в различные фоновые сетки. Эта геометрия позволяет установить количество коклюшек, которое всегда одинаково от начала до конца.
- Старинный аквиланский стежок, настоящее аквиланское кружево, характеризуется негеометрическими узорами, рисующими цветы, завитки, орнаменты, вставленными в очень легкую сетку ( тюль ), которая их подчеркивает. Относится к категории блондинок (blonda Catalana, blonda di Caen и др. . . ) Коклюшки Pescocostanzo

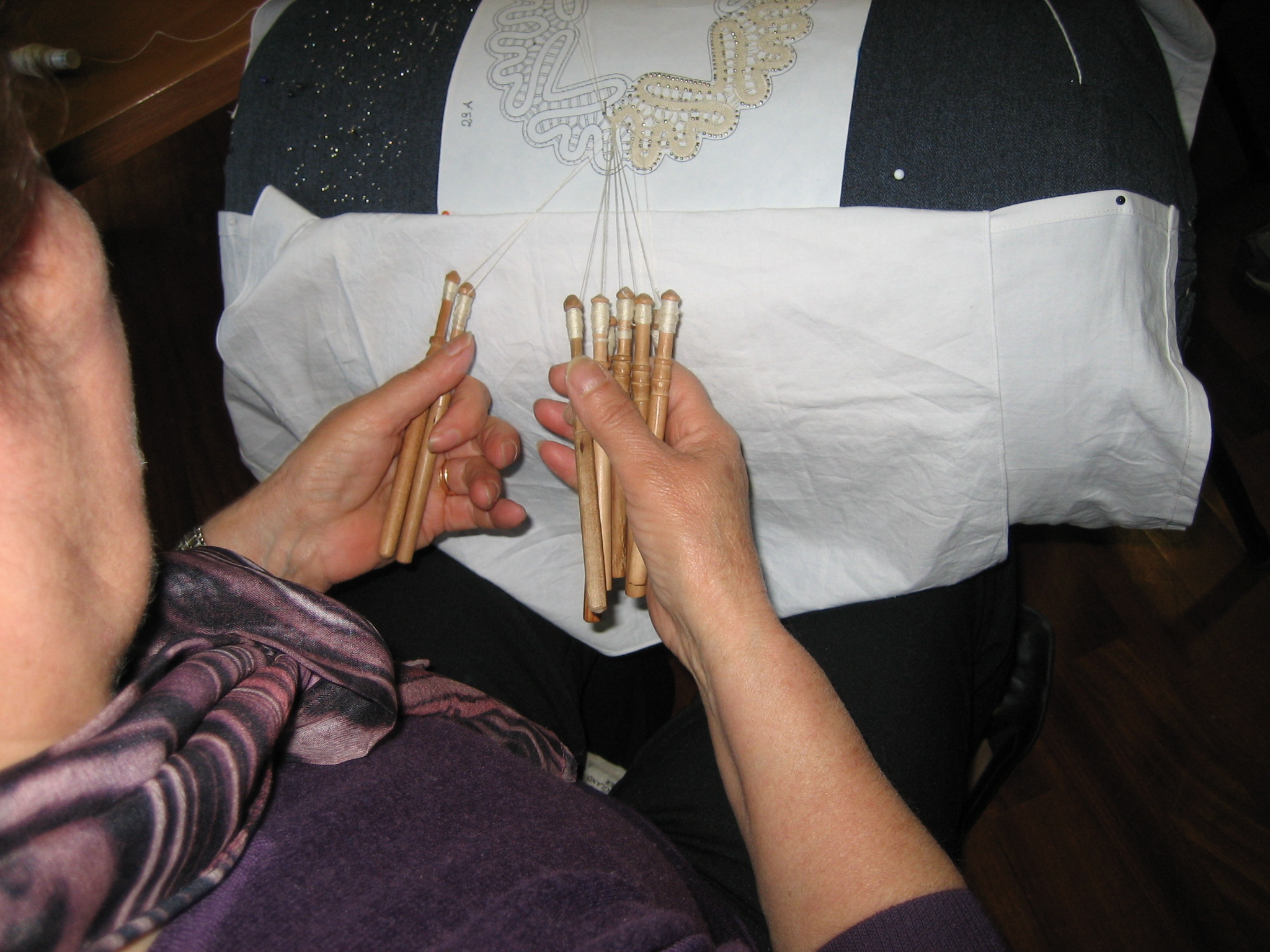
Коклюшки Pescocostanzo

Учитывая тип обработки, количество коклюшек не может быть установлено с самого начала, потому что это непрерывное добавление и удаление в соответствии с эффектом, который хочет получить каждая отдельная кружевница.
- Аквиланский (или гипюровый) стежок глубокой печати характеризуется широкой сеткой из тесьмы или закрепок с маленькими булавками с негеометрическим рисунком. Вероятно, это произошло от встречи в 1600 году с кружевом Клюни.

## География
Среди центров изготовления коклюшек - Пескокостанцо, где традиция кружева  восходит к XVI веку, к работе, заказанной для Катерины Медичи в 1547 году 
Позднее, поскольку в деревне находился монастырь Бедных Кларисс, перестроенный после землетрясения 1706 года Козимо Фанзаго, была учреждена настоящая кружевная школа , продолжающая свою деятельность и в настоящее время. 
Многие  работы выставлены в Музее коклюшечного кружева в Пескокостанцо.
Кружевницам Абруццо посвящена почтовая марка Италии номиналом 6 лир, выпущенная в 1950 году.

## Галерея

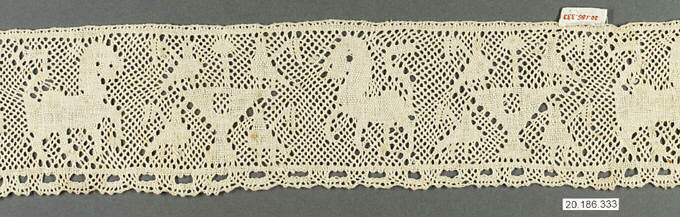
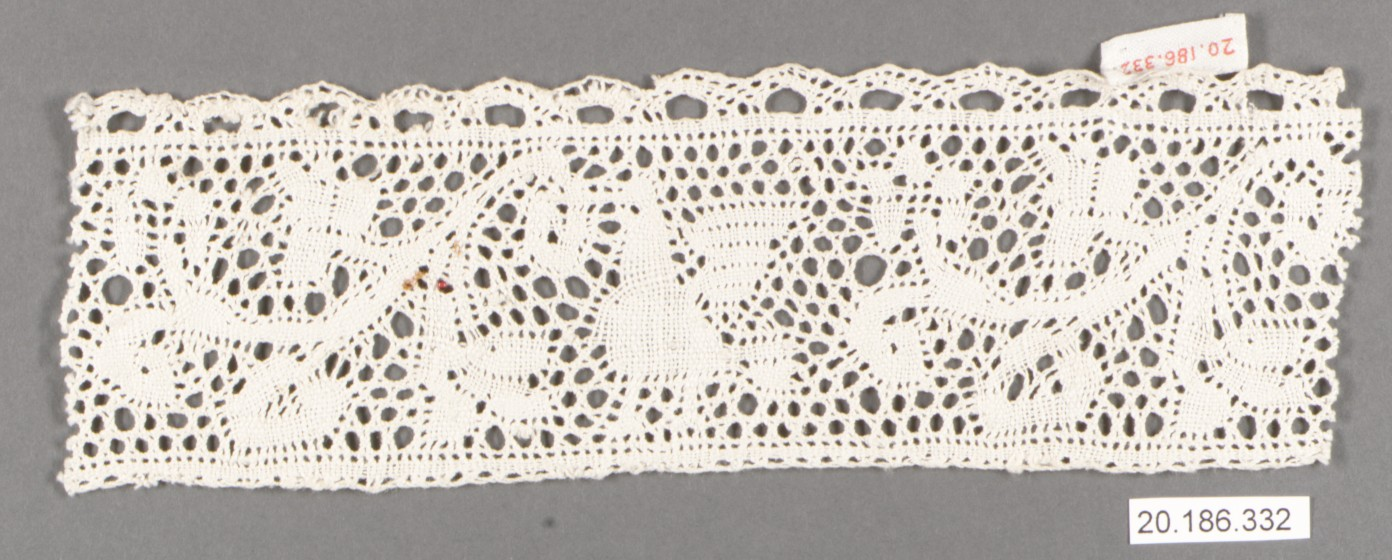
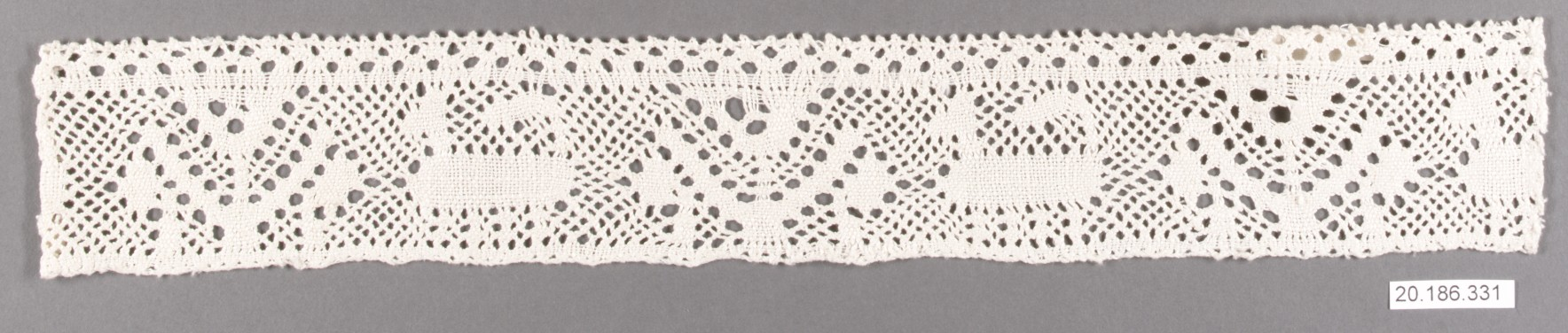
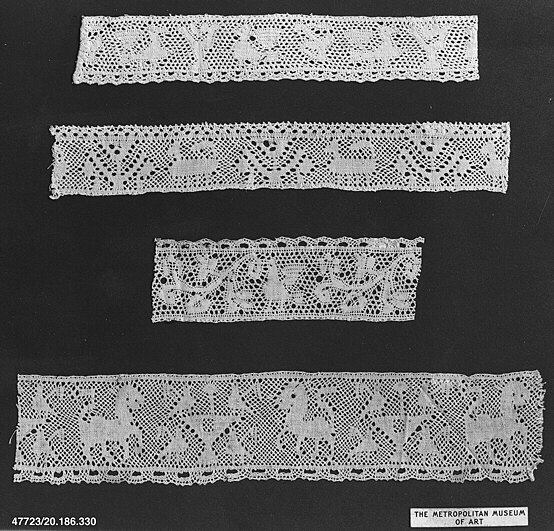